# Марк Генуций Авгурин
Марк Генуций Авгурин (на латински: Marcus Genucius Augurinus) e политик на ранната Римска република през 5 век пр.н.е.

## Биография
Той произлиза от патрицианската фамилия Генуции. Брат е на Тит Генуций Авгурин (консул 451 пр.н.е. и децемвир същата година) и може би е дядо на Гней Генуций Авгурин (консулски трибун през 399 и 396 пр.н.е.).
През 445 пр.н.е. е консул с Гай Курций Филон. Те се борят срещу исканията на народния трибун Гай Канулей за законопроект, позволяващ брак между патриции и плебеи, и правото на плебеите да бъдат избирани за консули. Първият закон е окончателно приет, под името Lex Canuleia. Но народните трибуни не успяват да се преборят за получаване на едно от двете консулски места за плебеите.